# Mistrovství Evropy ve volejbale mužů 1979
11. mistrovství Evropy ve volejbale mužů se konalo ve dnech 5. – 13. října ve Francii.
Turnaje se zúčastnilo 12 týmů, rozdělených do tří čtyřčlenných skupin. První dvě družstva postoupila do finálové skupiny, týmy na třetím a čtvrtém místě hráli ve skupině o sedmé až dvanácté místo. Mistrem Evropy se stali volejbalisté Sovětského svazu.

## Kvalifikace
| Pořadatel - Francie | Přímý postup z ME 1977 - SSSR - Polsko - Rumunsko - Maďarsko - Bulharsko | Postup z Kvalifikace - Belgie - Československo - Itálie - Jugoslávie - NDR - Řecko |

## Výsledky a tabulky

### Skupina A (Nantes)
| Datum    | Zápas                 | Výsledek | Sety  | Sety  | Sety  | Sety  | Sety  |
| Datum    | Zápas                 | Výsledek | 1     | 2     | 3     | 4     | 5     |
| -------- | --------------------- | -------- | ----- | ----- | ----- | ----- | ----- |
| 5. října | Jugoslávie - SSSR     | 2:3      | 6:15  | 15:11 | 14:16 | 15:10 | 13:15 |
| 5. října | Maďarsko - Řecko      | 3:1      | 11:15 | 15:4  | 15:6  | 18:16 |       |
| 6. října | Jugoslávie - Řecko    | 3:1      | 15:9  | 16:18 | 15:10 | 15:12 |       |
| 6. října | SSSR - Maďarsko       | 3:0      | 15:6  | 15:10 | 15:7  |       |       |
| 7. října | Jugoslávie - Maďarsko | 3:0      | 15:12 | 15:9  | 15:3  |       |       |
| 7. října | SSSR - Řecko          | 3:0      | 15:11 | 15:4  | 15:2  |       |       |

| Poř | Země       | Body | Zápasy | Výhry | Prohry | Sety |
| --- | ---------- | ---- | ------ | ----- | ------ | ---- |
| 1.  | SSSR       | 6    | 3      | 3     | 0      | 9:2  |
| 2.  | Jugoslávie | 5    | 3      | 2     | 1      | 8:4  |
| 3.  | Maďarsko   | 4    | 3      | 1     | 2      | 3:7  |
| 4.  | Řecko      | 3    | 3      | 0     | 3      | 2:9  |

### Skupina B (Saint-Quentin)
| Datum    | Zápas              | Výsledek | Sety  | Sety  | Sety  | Sety  | Sety  |
| Datum    | Zápas              | Výsledek | 1     | 2     | 3     | 4     | 5     |
| -------- | ------------------ | -------- | ----- | ----- | ----- | ----- | ----- |
| 5. října | Itálie - Belgie    | 3:1      | 15:9  | 15:8  | 13:15 | 15:9  |       |
| 5. října | Polsko - Bulharsko | 3:1      | 15:12 | 12:15 | 15:12 | 15:12 |       |
| 6. října | Bulharsko - Belgie | 3:2      | 15:11 | 11:15 | 11:15 | 15:6  | 15:13 |
| 6. října | Polsko - Itálie    | 3:1      | 12:15 | 15:11 | 15:9  | 15:7  |       |
| 7. října | Polsko - Belgie    | 3:1      | 12:15 | 15:4  | 15:3  | 15:9  |       |
| 7. října | Itálie - Bulharsko | 3:1      | 15:10 | 15:12 | 10:15 | 15:12 |       |

| Poř | Země      | Body | Zápasy | Výhry | Prohry | Sety |
| --- | --------- | ---- | ------ | ----- | ------ | ---- |
| 1.  | Polsko    | 6    | 3      | 3     | 0      | 9:3  |
| 2.  | Itálie    | 5    | 3      | 2     | 1      | 7:5  |
| 3.  | Bulharsko | 4    | 3      | 1     | 2      | 5:8  |
| 4.  | Belgie    | 3    | 3      | 0     | 3      | 4:9  |

### Skupina C (Toulouse)
| Datum    | Zápas                     | Výsledek | Sety  | Sety  | Sety  | Sety | Sety  |
| Datum    | Zápas                     | Výsledek | 1     | 2     | 3     | 4    | 5     |
| -------- | ------------------------- | -------- | ----- | ----- | ----- | ---- | ----- |
| 5. října | Rumunsko - NDR            | 3:0      | 15:3  | 15:12 | 15:10 |      |       |
| 5. října | Francie - Československo  | 3:2      | 10:15 | 16:14 | 5:15  | 15:5 | 15:13 |
| 6. října | Francie - NDR             | 3:0      | 15:2  | 17:15 | 15:11 |      |       |
| 6. října | Československo - Rumunsko | 3:1      | 15:13 | 15:11 | 12:15 | 15:5 |       |
| 7. října | Rumunsko - Francie        | 3:2      | 9:15  | 15:5  | 15:13 | 5:15 | 15:8  |
| 7. října | Československo - NDR      | 3:1      | 14:16 | 15:7  | 15:6  | 15:4 |       |

| Poř | Země           | Body | Zápasy | Výhry | Prohry | Sety |
| --- | -------------- | ---- | ------ | ----- | ------ | ---- |
| 1.  | Československo | 5    | 3      | 2     | 1      | 8:5  |
| 2.  | Francie        | 5    | 3      | 2     | 1      | 8:5  |
| 3.  | Rumunsko       | 5    | 3      | 2     | 1      | 7:5  |
| 4.  | NDR            | 3    | 3      | 0     | 3      | 1:9  |

### Finálová skupina (Paříž)
| Datum     | Zápas                       | Výsledek | Sety  | Sety  | Sety  | Sety  | Sety |
| Datum     | Zápas                       | Výsledek | 1     | 2     | 3     | 4     | 5    |
| --------- | --------------------------- | -------- | ----- | ----- | ----- | ----- | ---- |
| 10. října | Jugoslávie - Československo | 3:1      | 15:10 | 7:15  | 15:7  | 15:13 |      |
| 10. října | SSSR - Polsko               | 3:0      | 16:14 | 15:9  | 15:12 |       |      |
| 10. října | Francie - Itálie            | 3:1      | 7:15  | 15:10 | 15:12 | 15:8  |      |
| 11. října | Jugoslávie - Francie        | 3:0      | 15:4  | 15:11 | 15:10 |       |      |
| 11. října | Polsko - Československo     | 3:0      | 15:11 | 15:5  | 15:5  |       |      |
| 11. října | SSSR - Itálie               | 3:0      | 15:9  | 15:13 | 15:12 |       |      |
| 12. října | Jugoslávie - Itálie         | 3:2      | 15:13 | 7:15  | 14:16 | 15:9  | 15:3 |
| 12. října | Polsko - Francie            | 3:2      | 9:15  | 15:7  | 4:15  | 15:4  | 15:5 |
| 12. října | SSSR - Československo       | 3:0      | 15:13 | 15:7  | 15:5  |       |      |
| 13. října | Jugoslávie - Polsko         | 0:3      | 8:15  | 6:15  | 8:15  |       |      |
| 13. října | SSSR - Francie              | 3:1      | 15:10 | 15:11 | 8:15  | 15:8  |      |
| 13. října | Itálie - Československo     | 3:0      | 15:6  | 15:12 | 15:11 |       |      |

| Poř | Země           | Body | Zápasy | Výhry | Prohry | Sety |
| --- | -------------- | ---- | ------ | ----- | ------ | ---- |
| 1.  | SSSR           | 10   | 5      | 5     | 0      | 15:3 |
| 2.  | Polsko         | 9    | 5      | 4     | 1      | 12:6 |
| 3.  | Jugoslávie     | 8    | 5      | 3     | 2      | 11:9 |
| 4.  | Francie        | 7    | 5      | 2     | 3      | 9:12 |
| 5.  | Itálie         | 6    | 5      | 1     | 4      | 7:12 |
| 6.  | Československo | 5    | 5      | 0     | 5      | 3:15 |

### Skupina o 7. - 12. místo (Nancy)
| Datum     | Zápas                | Výsledek | Sety  | Sety  | Sety  | Sety  | Sety  |
| Datum     | Zápas                | Výsledek | 1     | 2     | 3     | 4     | 5     |
| --------- | -------------------- | -------- | ----- | ----- | ----- | ----- | ----- |
| 10. října | Rumunsko - Řecko     | 3:1      | 13:15 | 16:14 | 15:1  | 15:5  |       |
| 10. října | Bulharsko - NDR      | 3:2      | 10:15 | 12:15 | 15:12 | 15:7  | 15:6  |
| 10. října | Maďarsko - Belgie    | 3:1      | 15:11 | 15:9  | 7:15  | 15:9  |       |
| 11. října | NDR - Řecko          | 3:0      | 15:10 | 15:12 | 15:8  |       |       |
| 11. října | Rumunsko - Belgie    | 3:0      | 15:8  | 15:10 | 15:13 |       |       |
| 11. října | Maďarsko - Bulharsko | 3:2      | 15:4  | 10:15 | 15:10 | 16:18 | 16:14 |
| 12. října | Řecko - Bulharsko    | 3:1      | 15:8  | 15:11 | 12:15 | 16:14 |       |
| 12. října | NDR - Belgie         | 3:0      | 15:7  | 15:6  | 15:4  |       |       |
| 12. října | Rumunsko - Maďarsko  | 3:1      | 15:10 | 13:15 | 15:5  | 15:10 |       |
| 13. října | Maďarsko - NDR       | 3:0      | 15:11 | 15:11 | 15:10 |       |       |
| 13. října | Belgie - Řecko       | 3:0      | 15:12 | 15:9  | 15:13 |       |       |
| 13. října | Rumunsko - Bulharsko | 3:0      | 15:2  | 16:14 | 15:11 |       |       |

| Poř | Země      | Body | Zápasy | Výhry | Prohry | Sety |
| --- | --------- | ---- | ------ | ----- | ------ | ---- |
| 7.  | Rumunsko  | 10   | 5      | 5     | 0      | 15:2 |
| 8.  | Maďarsko  | 9    | 5      | 4     | 1      | 13:7 |
| 9.  | NDR       | 7    | 5      | 2     | 3      | 8:9  |
| 10. | Bulharsko | 7    | 5      | 2     | 3      | 9:13 |
| 11. | Belgie    | 6    | 5      | 1     | 4      | 6:12 |
| 12. | Řecko     | 6    | 5      | 1     | 4      | 5:13 |

## Konečné pořadí
| 11.              | Mistrovství Evropy 1979 | Z | V | P | Sety  | B  |
| ---------------- | ----------------------- | - | - | - | ----- | -- |
| Zlatá medaile    | Sovětský svaz           | 7 | 7 | 0 | 21:3  | 14 |
| Stříbrná medaile | Polsko                  | 7 | 6 | 1 | 18:8  | 13 |
| Bronzová medaile | Jugoslávie              | 7 | 5 | 2 | 17:10 | 12 |
| 4.               | Francie                 | 7 | 3 | 4 | 14:15 | 10 |
| 5.               | Itálie                  | 7 | 3 | 4 | 13:14 | 10 |
| 6.               | Československo          | 7 | 2 | 5 | 9:17  | 9  |
| 7.               | Rumunsko                | 7 | 6 | 1 | 19:7  | 13 |
| 8.               | Maďarsko                | 7 | 4 | 3 | 13:13 | 11 |
| 9.               | NDR                     | 7 | 2 | 5 | 9:15  | 9  |
| 10.              | Bulharsko               | 7 | 2 | 5 | 11:19 | 9  |
| 11.              | Belgie                  | 7 | 1 | 6 | 8:18  | 8  |
| 12.              | Řecko                   | 7 | 1 | 6 | 6:19  | 8  |